# Superpuchar Europy 1972
Superpuchar Europy 1972 – był to pierwszy nieoficjalny finał Superpuchar Europy. Pomiędzy zwycięzcą Pucharu Europy Mistrzów Klubowych AFC Ajax a zwycięzcą Pucharu Zdobywców Pucharów Rangers F.C. za sezon 1971/1972. Sam superpuchar był sponsorowany przez holenderski dziennik De Telegraaf bez aprobaty UEFY, ponieważ zespół Rangers był zawieszony na jeden sezon w pucharach UEFA z powodu niewłaściwego zachowania swoich kibiców, podczas finału Puchar Zdobywców Pucharów z Dynamem Moskwa.
Superpuchar Europy odbył się formule dwumeczu, w którym każda drużyna rozgrywała jeden mecz na własnym stadionie a drugi na stadionie rywala. Pierwszy mecz się odbył 16 stycznia 1973 na stadionie Ibrox Stadium w Glasgow, a drugi mecz odbył się 8 dni późnej na stadionie Olympisch Stadion w Amsterdamie. Zwyciężył klub Ajaxu wygrywając dwumecz 6:3.

## Tło
15 czerwca 1954 r. w Bazylei została utworzona (Unia Europejskich Związków Piłkarskich), mająca na celu zrzeszenie europejskich związków i tworzenie rozgrywek kontynentalnych w Europie.
2-3 kwietnia 1955 r. utworzono zarys turnieju klubowego w którym wystartowałyby najsilniejsze kluby z całej Europy. Inicjatorem był dziennikarz Gabriel Hanot francuskiego dziennika L’Équipe. 26 czerwca 1955 r. władze UEFY zgodziła się zorganizować turniej, zaakceptowały regulamin rozgrywek i nadała im nazwę Puchar Europy Mistrzów Klubowych (ang. European Champion Clubs' Cup).
W sezonie 1960/1961 ruszył turniej klubowy dla zdobywców pucharu kraju pod patronatem UEFA i nosił on nazwę Puchar Zdobywców Pucharów (ang. Cup Winners' Cup).
W 1972 roku Anton Witkamp dziennikarza pracujący dla De Telegraaf, zaproponował Jaap van Praagowi ówczesnemu prezesowi Ajaxu Amsterdam tworzyć nową rozgrywkę pucharową, która by wyłaniającą najlepszą drużynę Europy w piłce nożnej. Pomiędzy zwycięzcami Pucharu Europy Mistrzów Klubowych a Pucharu Zdobywców Pucharów za dany sezon. Swoją propozycję Anton Witkamp razem Jaap van Praagem z przedłożył Artemio Franchiowi ówczesnemu prezydentowi UEFA, początkowa władze UEFA zgodził na rozegranie Superpucharu UEFA, pomiędzy zwycięzcą Pucharu Europy Mistrzów Klubowych a zwycięzcą Pucharu Zdobywców Pucharów za sezon 1971/1972.
Ostatecznie UEFA nie wyraziła aprobaty dla organizacji Superpucharu Europy, ponieważ ukarała zwycięzcę Pucharu Zdobywców Pucharów, klub Rangers F.C. dwuletnim zakazem występu w rozgrywkach międzynarodowych (ostatecznie zawieszenie to skrócono do jednego roku). W który 24 maja 1972 pokonał w finale Pucharu Zdobywców Pucharów, radziecki klub Dinamo Moskwa trzy do dwóch. Kara dotyczyła targnięcia na boisko po meczu świętujący kibiców „The Gers”. Wskutek czego John Greig otrzymał trofeum z rąk oficjeli UEFA w jednym ze stadionowych pomieszczeń. W związku z zachowaniem fanów szkockiej drużyny włodarze moskiewskiego klubu domagali się ponownego rozegrania finałowego pojedynku i choć początkowo ku takiemu scenariuszowi skłaniała się Europejska Unia Piłkarska, do powtórki nie doszło i Rangers zachował wywalczone na Camp Nou w Barcelonie trofeum.
Tydzień po zdobyciu Pucharu Zdobywców Pucharów z funkcji menadżera Rangers niespodziewanie zrezygnował William Waddell i postanowił zająć miejsce w zarządzie, a dotychczasowe stanowisko przekazał swojemu doradcy – Jockowi Wallace’owi, który oficjalnie nowym szkoleniowcem został 31 maja 1972 r.
Ajaks Amsterdam wygrał Puchar Europy Mistrzów Klubowych, w tym samym obronił tytuł z sezonu 1970/1971, pokonując w finale Inter Mediolan dwa do zera, który był rozgrywany 2 czerwca 1972 na Stadionie Feijenoord w Rotterdamie.
Ajaks Amsterdam i Rangers, uzgodniły, że rozegrają nieoficjalny Superpuchar Europy ramach odchodów 100-lecia powstania klubu Rangers. W formie dwumeczu, w którym każda drużyna rozgrywała jeden mecz na własnym stadionie a drugi na stadionie rywala.

## Pierwszy mecz
Pierwszy spotkania finału odbył się na stadionie Rangers Ibrox Stadium w Glasgow 16 stycznia 1973, frekwencja na stadionie wynosiła około 57 tysięcy widzów. Sędziował spotkanie był szkocki arbiter Alastair McKenzie. Pierwszy gol strzelił w 18. minucie Johnny Rep. Alex MacDonald 42. minucie doprowadził do remisu 1:1, dwie minuty później Johan Cruijff podwyższył prowadzenie Ajaksu. Po zmianie stron Tommy McLean zmienił Alfie Conna. W 65. minucie Piet Keizer został zastąpiony przez Heinza Schilchera, minutę później w szkockim zespole nastąpiła druga zmiana Graham Fyfe zastąpił Dereka Johnstone’a. Wynik ustalił Arie Haan, strzelając bramkę w 72. minucie podwyższając na 3:1 prowadzenie dla Ajaksu.
| 16 stycznia 1973 | Rangers            | 1:3   | Ajax                                               |                                                    |
| 19:30            | Alex MacDonald 42' | (1:2) | Johnny Rep 34' · Johan Cruijff 44' · Arie Haan 72' | gospodarz Widzów: 57 000 Sędzia: Alastair McKenzie |

| Rangers:               |
| BR Peter McCloy        |
| OB Sandy Jardine       |
| OB Willie Mathieson    |
| OB John Greig (c)      |
| OB Derek Johnstone 66' |
| OB Dave Smith          |
| PO Alfie Conn 46'      |
| PO Tom Forsyth         |
| NA Derek Parlane       |
| PO Alex MacDonald 42'  |
| NA Quinton Young       |
| Zmiany:                |
| PO Tommy McLean 46'    |
| PO Graham Fyfe 66'     |
| Trener:                |
| Jock Wallace           |

| Ajax:                    |
| BR Heinz Stuy            |
| OB Wim Suurbier          |
| OB Horst Blankenburg     |
| OB Barry Hulshoff        |
| OB Ruud Krol             |
| PO Arie Haan 72'         |
| PO Gerrie Mühren         |
| PO Arnold Mühren         |
| NA Johnny Rep 34' 80'    |
| NA Johan Cruijff (c) 44' |
| NA Piet Keizer 65'       |
| Zmiany:                  |
| PO Heinz Schilcher 65'   |
| PO Sjaak Swart 80'       |
| Trener:                  |
| Ștefan Kovács            |

## Drugi mecz

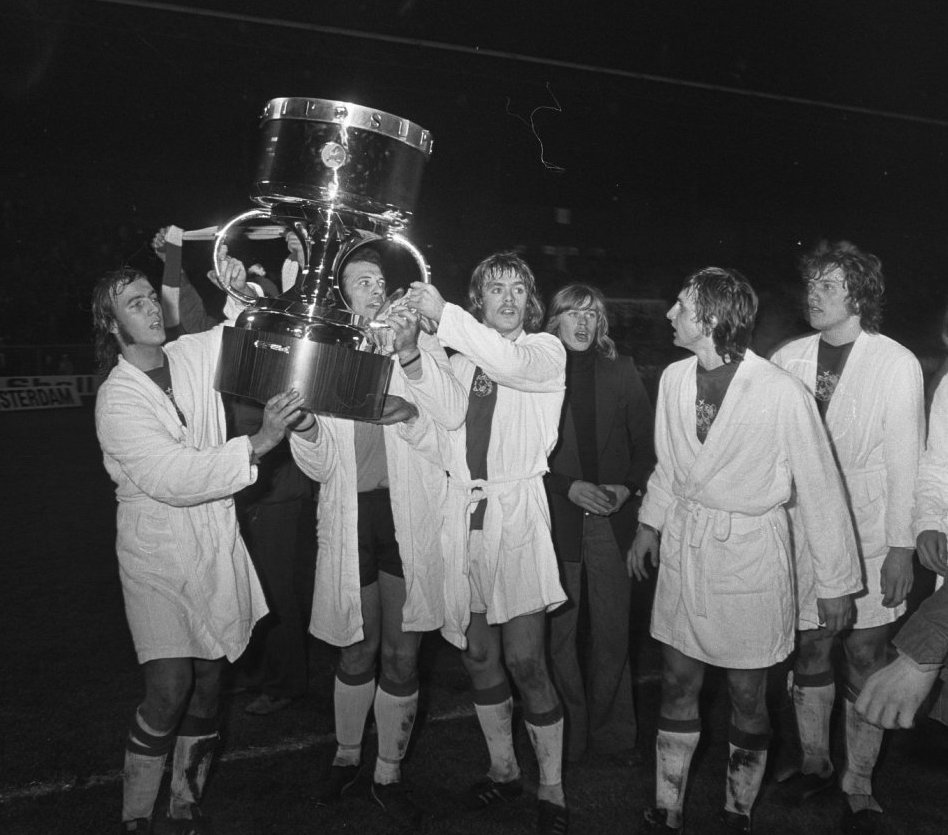
Piłkarze Ajaksu po finale

Oba zespołu przed drugim spotkaniem rozegrały mecze ligowe oba wygrały po cztery do zera, Rangers wygrywał na swoim stadionie Kilmarnock F.C. A Ajax na wyjedzie z HFC Haarlem.
Mecz rewanżowy odbył się na Stadion Olimpijski w Amsterdamie 24 stycznia 1973, frekwencja na stadionie wynosiła około 26 168 widzów. Sędzią spotkanie był Niemiec Hans-Joachim Weyland. Pierwszy gol strzelił Alex MacDonald dla szkotów, 11. minucie wyrównał Arie Haan. W 35. minucie szansy na zdobycie gola wykorzystał Quinton Young, trzy minuty później wyróżniał Gerrie Mühren z rzutu karnego. Po przerwie nastąpił jedna zmiana Johnny Rep zastąpił Sjaaka Swarta. Wynik ustalił  Johan Cruijff, strzelając bramkę w 78. minucie podwyższając na 3:2 prowadzenie dla Ajaksu. Tym sam holenderski klub wygrał dwumecz wynikiem 6:3.
| 24 stycznia 1973 | Ajax                                                       | 3:2   | Rangers                               |                                                                              |
| 20:15            | Arie Haan 11' · Gerrie Mühren 38' (k.) · Johan Cruijff 78' | (2:2) | Alex MacDonald 2' · Quinton Young 35' | Stadion Olimpijski w Amsterdamie Widzów: 26 168 Sędzia: Hans-Joachim Weyland |

| Ajax:                     |
| BR Heinz Stuy             |
| OB Wim Suurbier           |
| OB Horst Blankenburg      |
| OB Barry Hulshoff         |
| OB Ruud Krol              |
| PO Arie Haan 11'          |
| PO Johan Neeskens         |
| PO Gerrie Mühren 38' (k.) |
| PO Sjaak Swart 46'        |
| NA Johan Cruijff (c) 78'  |
| NA Piet Keizer            |
| Zmiany:                   |
| NA Johnny Rep 46'         |
| Trener:                   |
| Ștefan Kovács             |

| Rangers:             |
| BR Peter McCloy      |
| OB Sandy Jardine     |
| OB Willie Mathieson  |
| OB John Greig (c)    |
| OB Derek Johnstone   |
| OB Dave Smith        |
| PO Tommy McLean      |
| PO Tom Forsyth       |
| NA Derek Parlane     |
| PO Alex MacDonald 2' |
| NA Quinton Young 35' |
| Trener:              |
| Jock Wallace         |

| Superpuchar Europy (1972) |
| ------------------------- |
| Holandia                  |
| AFC Ajax Pierwszy Tytuł   |